# Ríohacha
Ríohacha (Rio de la Hacha) – miasto w Kolumbii, nad Morzem Karaibskim, u nasady półwyspu Guajira, ośrodek administracyjny departamentu La Guajira. Siedziba rzymskokatolickiej diecezji Riohacha. Ludność wynosi 169 311 mieszkańców (2005).
Miasto to pojawia się w książce Gabriela Garcii Márqueza pt. Sto lat samotności oraz w książce Henri Charrière Papillon.